# Alyssum luteolum
Alyssum luteolum är en korsblommig växtart som beskrevs av Auguste Nicolas Pomel. Alyssum luteolum ingår i släktet stenörter, och familjen korsblommiga växter. Inga underarter finns listade i Catalogue of Life.